# Football Club Montreux-Sports
Maillots
Le Football Club Montreux-Sports est un club suisse de football basé à Clarens, localité de la commune de Montreux. Il évolue en 2024-2025 en Championnat de Suisse de football D6. Le club a notamment évolué en première division dans l'entre-deux-guerres.
Le club possède une association : Les Sages du Montreux-Sports, fondée par Claude Francey.

## Histoire
Créé en 1903 sous le nom de FC Narcisse, le Montreux-Sports a traversé plusieurs étapes marquantes. En 1904, le club fusionne avec le FC Montreux pour devenir le Montreux-Narcisse. Une nouvelle fusion intervient en 1906 avec le FC Juniors. En 1920, le Montreux-Sports prend sa forme actuelle après avoir fusionné avec le FC Lemania et le Club de culture physique. Ainsi, de ces différentes unions est né un club ancré dans l'histoire locale, symbolisant l'esprit d'unité et de diversité qui caractérise le Montreux-Sports.

## Supporters
Pendant de nombreuses années, le collectif ultra Turba Flava a dédié sa foi et sa passion indéfectibles au Montreux-Sports. Fidèles partisans du club, ces ultras ont contribué à forger une atmosphère exceptionnelle au sein du stade, marquée par leur dévouement inaltérable et leur soutien passionné. La Turba Flava incarne l'esprit combatif et la loyauté profonde envers le Montreux-Sports, faisant de ses membres des acteurs essentiels de la scène supporter du club. Leur engagement à maintenir une présence vibrante et leur détermination à encourager l'équipe ont laissé une empreinte indélébile dans l'histoire du club, faisant de la Turba Flava bien plus qu'un simple groupe de supporters, mais plutôt une force motrice derrière le succès continu du Montreux-Sports.